# Aptilotus pulex
Aptilotus pulex är en tvåvingeart som först beskrevs av Richards 1967.  Aptilotus pulex ingår i släktet Aptilotus och familjen hoppflugor.
Artens utbredningsområde är North Carolina. Inga underarter finns listade i Catalogue of Life.